# تشارلز إميليوس جولد
تشارلز إميليوس جولد (بالإنجليزية: Charles Emilius Gold) (6 يناير 1809 – 29 يوليو 1871) هو جندي وفنان نيوزيلندي. ولد في ولويتش، إنجلترا في 6 يناير 1809.